# George Isaacs
George Alfred Isaacs, né le 28 mai 1883 à Finsbury et mort le 26 avril 1979, est un homme politique britannique et syndicaliste qui sert dans le gouvernement de Clement Attlee.

## Biographie
Isaacs naît à Finsbury dans une famille méthodiste. Il épouse Flora Beasley (1884-1962), fille de Richard William Beasley et Mary Ann Brett, en 1905. Il travaille comme imprimeur et devient très tôt actif dans l'organisation syndicale, devenant secrétaire général de la Société nationale des imprimeurs et assistants opérationnels (NATSOPA) à partir de 1909. Ce poste, qu'il occupe pendant quarante ans, le conduit également au Conseil général du Congrès des syndicats. Il est également actif au sein du Parti travailliste.
Il s'implique dans la politique locale à Southwark et est maire de l' arrondissement de Southwark de 1919 à 1921. Aux élections générales de 1922, il affronte Gravesend et est battu de peu; il est réadmis à se battre pour le siège aux élections de 1923 et le remporte face aux conservateurs avec une majorité de 119 voix. Il est secrétaire privé parlementaire de Jimmy Thomas, qui est secrétaire d'État aux Colonies.
Lors des élections de 1924, Isaacs perd son siège, mais quand en 1927 le député travailliste de Southwark North démissionne après avoir quitté le parti, il est le choix naturel pour être le nouveau candidat. Cependant, Isaacs ne réussit pas à occuper le siège lors de l'élection partielle et doit attendre les élections générales de 1929 pour revenir au Parlement. Thomas, maintenant secrétaire d'État aux Affaires fédérales, le reconduit dans ses fonctions de secrétaire particulier du Parlement.
Lorsque Thomas rejoint Ramsay MacDonald au sein du gouvernement national, Isaacs reste avec le Parti travailliste et, par conséquent, a perd de nouveau son siège aux élections générales de 1931, lorsque le Parti travailliste est lourdement battu. Il échoue de 79 voix pour regagner son siège en 1935. Se concentrant sur les affaires syndicales tout au long des années 1930, Isaacs est nommé à une Commission royale sur l'indemnisation des travailleurs en 1938. En 1945, il a été président de la Conférence syndicale mondiale.
Après la mort du député de Southwark North en 1939, Isaacs peut finalement regagner le siège. Lorsque le parti travailliste forme le gouvernement après les élections de 1945, il est nommé ministre du Travail et du Service national. Une partie de ses responsabilités consiste à superviser la démobilisation réussie des forces armées britanniques du temps de guerre. À partir de janvier 1951, il est ministre des Pensions.
Isaacs prend sa retraite du Parlement en 1959. Depuis longtemps installé à East Molesey, dans le Surrey, où il est sous-lieutenant et juge de paix. Il est finalement président du Surrey Bench of Magistrates.